# Burchiello (poeta)
Domenico di Giovanni, meglio noto come il Burchiello (Firenze, 1404 – Roma, 1449), è stato un poeta italiano del Quattrocento, celebre per il suo stile e per il linguaggio paradossale e apparentemente assurdo usato nei suoi sonetti, con cui fece scuola ed ebbe una numerosa schiera di imitatori.
Ebbe una vita assai travagliata: fuggito da Firenze, dovette scontare alcuni mesi di prigionia a Siena e morì in povertà a Roma dove si era recato per aprire una bottega di barbiere. La critica ha avvicinato i suoi versi alle pitture di Arcimboldo per la continua presenza di animali e vegetali.

## Biografia

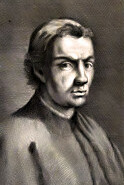
Burchiello

Il padre Giovanni era legnaiolo mentre la madre Antonia era filatrice. Burchiello era il primo di otto figli. Il secondogenito di Giovanni e Antonia, Paolo, diventerà poi mediocre pittore d’interno. Leggenda vuole che, invidioso del fratello e della sua fama, iniziò a firmarsi come “Purchiello” per confondere le committenze. Tra i suoi pochi lasciti di rilievo è proprio l’affresco del Palazzo Guidotti di Pisa; nelle ghirlande che coronano la sommità dell’Olimpo si può infatti leggere: “Ecce chiedeste per Burchiello/ ma non vi venne proprio ch’ello/ ma lo fratello tristo e imbello/ quello ch’a nomea Purchiello”. Burchiello esercitò in via Calimala la professione di barbiere e come tale risulta iscritto alla Corporazione dei Medici e degli Speziali, la stessa cui era appartenuto anche Dante Alighieri. Non ebbe, per sua stessa ammissione, una formazione scolastica e passò gli anni tra scherzi e burle. La sua bottega era frequentata da un circolo di letterati e artisti (tra i quali si ricordi almeno Leon Battista Alberti), nonché da politici che si opponevano allo strapotere mediceo.
Nel 1434, lo stesso anno del ritorno di Cosimo il Vecchio dall'esilio veneziano, viene collocata la prima fuga da Firenze molto probabilmente per problemi economici e per fuggire agli strozzini (anche se, per alcuni critici, fu esiliato dallo stesso Cosimo  per le sue antipatie verso i Medici). Ebbe vita travagliata: a Siena, dove nel 1439 scontò alcuni mesi di prigionia, gli risultano tre pene pecuniarie di cui una per furto, guadagnate per beghe d'amore e di mestiere, poi a Roma, dove si era recato nel 1443 per aprire una nuova bottega di barbiere. Vi morì in miseria pochi anni dopo il suo arrivo.

## Poesiealla burchia
Le poesie del Burchiello sono sonetti (tutti nella forma caudata tranne uno) in un linguaggio straordinario e spesso con coerenza (a prima vista) inesistente. I sonetti normali che si leggono nella seconda parte delle sue opere sono satire beffarde indirizzate contro la cultura letteraria petrarchesca oppure sono descrizioni della vita miseranda che conduceva mentre nella prima parte i cosiddetti sonetti alla burchia (secondo la sua stessa definizione "alla piratesca prendendo un po' qui un po' là, alla rinfusa") sono un guazzabuglio di parole, senza alcun nesso apparente, con effetti comici e stralunati. Il gioco verbale è reso da un linguaggio teso e volutamente teatrale che fa ampio uso della metonimia, della sostituzione, del paradosso e dell'inversione, per creare un effetto ilare o denigratorio.
Il critico Giuseppe De Robertis parlò di "pop art" del tempo e i versi sono avvicinabili alle pitture di Arcimboldo per la continua presenza di animali e vegetali, una "seconda" realtà pienamente popolare e giocosa, burlesca. La sua inventiva e la predisposizione a incredibili e divertenti giochi di parole fanno pensare all'eclettico Boris Vian della Parigi nel secondo dopoguerra. Il guazzabuglio formato dagli ingredienti più disparati, cose, eventi, persone, luoghi, ripescati da qualunque fonte, sia essa libresca o proveniente dalla natura, dalla cronaca o dallo stesso linguaggio popolaresco, si rivelò un tentativo di ricostruire il proprio mondo direttamente sugli oggetti, anteriormente a un linguaggio e a una lirica. Grazie a questo meccanismo, la poesia si staccò dal trivio per accostarsi alla pittura e alla scultura. La "rivoluzione" letteraria del Burchiello sfocerà nella cultura volgare e il testimone sarà raccolto da Pulci e dalla scuola bernesca.
La prima quartina di uno dei suoi sonetti più celebri chiarisce il senso di distruzione del linguaggio tipica del Burchiello e dei suoi seguaci:
Nominativi fritti, e Mappamondi,
E l'Arca di Noè fra due colonne
Cantavan tutti Chirieleisonne
Per l'influenza de' taglier mal tondi.
Le parole possono essere ambigue, leggibili sotto diversi punti di vista. Nel secondo verso della seguente strofa:
Novantanove maniche infreddate
et unghie da sonar l'arpa co' piedi
si trastullano col ponte a Rifredi
per passar tempo infino a mezza state.
si nota la parola "arpa", che oggi fa pensare allo strumento musicale, ma in vari dialetti è il nome che si dà alla falce da fieno, che è collegato a modi di dire come "menare l'arpa" (sparlare) o "allungare l'arpa" (far man bassa).

## Tradizione dell'opera di Burchiello
La sicura attribuzione al Burchiello dei sonetti che la tradizione ci ha consegnato come opera sua è problematica a causa della grande fortuna che l'autore incontrò fin dal Quattrocento, fortuna di cui è testimonianza la notevole quantità di incunaboli che raccolgono sue poesie: ben undici, poco meno dei quattordici di Petrarca; altrettanto grande fu la fortuna manoscritta. Tale successo favorì l'attribuzione a lui di poesie di cui non era stato autore, come dimostra la stampa collettanea cosiddetta pseudolondinese (in realtà lucchese o pisana) Sonetti del Burchiello, del Bellincioni e d'altri poeti fiorentini alla burchiellesca. Quest'importante edizione dei suoi lavori, che fu curata da Anton Maria Biscioni nel 1757 stabiliva un testo pieno di errori e in cui si raccoglievano senza indicazione poesie di autori disparati.
Ciononostante, in mancanza di un'edizione critica complessiva, tale stampa costituì fino al recentissimo passato l'edizione di riferimento per Burchiello. La prima edizione filologicamente ponderata dell'intera opera di Burchiello è stata pubblicata nel 2000. Nel 2011 è uscita una edizione delle poesie autentiche curata da Antonio Lanza. In qualunque caso per poesia burchiellesca si intese quella burlesca caratterizzata da bizzarria inventiva e da scioltezza linguistica, attraente per il lettore soprattutto per la gradevolezza dei ritmi, dei suoni e delle cadenze al di là dei contenuti.